# Антонюк Степан Іванович
Степан Іванович Антонюк (1903, село Зброжківка, тепер Раухівської селищної територіальної громади Березівського району Одеської області — ?) — молдавський радянський діяч, 1-й секретар Бендерського повітового комітету КП(б) Молдавії. Член ЦК КП(б) Молдавії в 1941—1949 роках. Депутат Верховної Ради Молдавської РСР 1-го скликання.

## Біографія
Народився в селянській родині. З 1912 до 1920 року наймитував у поміщиків та заможних селян села Зброжківки.
У 1920—1922 роках — червоноармієць 23-го Заволзького полку РСЧА, учасник громадянської війни в Росії.
У 1922—1930 роках — робітник радгоспу «Брянський» Нікопольського району.
Член ВКП(б) з 1927 року.
З 1930 до 1932 року навчався у дворічній радпартшколі міста Кривого Рогу. 
У 1932—1935 роках — завідувач культпросвітвідділу районного комітету КП(б) України.
У 1935—1936 роках — слухач курсів марксизму-ленінізму при ЦК КП(б)У.
У 1936—1938 роках — завідувач відділу агітації та пропаганди Велико-Токмацького районного комітету КП(б) України.
У 1938 — лютому 1940 року — начальник адміністративно-господарського відділу заводу № 175 імені Кірова міста Великий Токмак.
У лютому — липні 1940 року — 1-й секретар Усть-Зеленівського районного комітету КП(б)У Тарнопільської області.
4 липня 1940 року призначений 1-м секретарем Бендерського повітового комітету КП(б) України.
У серпні 1940 — липні 1941 року — 1-й секретар Бендерського повітового комітету КП(б) Молдавії.
У 1941—1944 роках — в.о. завідувача сектору сільськогосподарських та заготівельних кадрів Рязанського обласного комітету ВКП(б).
У 1944 році — 1-й секретар Бендерського повітового комітету КП(б) Молдавії. З 1944 до 1946 року перебував на лікуванні.
У 1946—1948 роках — слухач дворічної республіканської партійної школи при ЦК КП(б) Молдавії в Кишиневі.
У 1948—1950 роках — 1-й секретар Баймаклійського районного комітету КП(б) Молдавії.
У 1950—1957 роках — голова виконавчого комітету районної ради депутатів трудящих Молдавської РСР; голова Бельцької районної спілки споживчих товариств Молдавської РСР.
З 1957 року — персональний пенсіонер.
Подальша доля невідома.